# Joseph Patrick Hurley
Joseph Patrick Hurley (Cleveland, 21. siječnja 1894. – Orlando, 30. listopada 1967.), bio je američki biskup i nuncij.
Dana 15. siječnja 1946. imenovan je prvim pročelnikom Papinske misije u Jugoslaviji. Bio je sudionik Drugog vatikanskog sabora.
Kao nuncij u Jugoslaviji pratio je montirano suđenje Alojziju Stepincu te bi jedini u sudnici ustao kada bi Stepinac ulazio.

### Članci
- Mihanović, Anđelko. 2024. „Nadbiskup Stepinac će trijumfirati jer laž ne može pokoriti istinu, niti će nepravda trijumfirati nad pravdom“: odnos Meštrović-Stepinac prema dokumentaciji iz Arhiva Ivan Mestrovic Papers na Sveučilištu Notre Dame, Indiana, SAD. Crkva u svijetu. Sveučilište u Splitu - Katolički bogoslovni fakultet. Split. 59 (1): 159–180